# Mazé
För Máze i Finnmark i Norge, se Máze
Mazé är en kommun i departementet Maine-et-Loire i regionen Pays de la Loire i nordvästra Frankrike. Kommunen ligger i kantonen Beaufort-en-Vallée som tillhör arrondissementet Angers. År 2018 hade Mazé 5 173 invånare.

## Befolkningsutveckling
Antalet invånare i kommunen Mazé
| Referens: INSEE |